# 比较审敛法
比较审敛法（Direct comparison test）是一种判定级数是否收敛的方法。

## 定理
设两个级数{\displaystyle \sum _{n=1}^{\infty }u_{n}}和{\displaystyle \sum _{n=1}^{\infty }v_{n}}，且{\displaystyle |u_{n}|\leq v_{n}(n=1,2,3,...)}：
如果级数{\displaystyle \sum _{n=1}^{\infty }v_{n}}收敛，则级数{\displaystyle \sum _{n=1}^{\infty }u_{n}}收敛；

设两个级数{\displaystyle \sum _{n=1}^{\infty }u_{n}}和{\displaystyle \sum _{n=1}^{\infty }v_{n}}，且{\displaystyle v_{n}\leq u_{n}(n=1,2,3,...)}：
如果级数{\displaystyle \sum _{n=1}^{\infty }v_{n}}发散，则级数{\displaystyle \sum _{n=1}^{\infty }u_{n}}发散。

## 证明

### 证明1
设{\displaystyle \sigma _{k}=\sum _{n=1}^{\infty }u_{n},s_{k}=\sum _{n=1}^{\infty }v_{n}}当{\displaystyle u_{n}\leq v_{n}}时，则有{\displaystyle \sigma _{k}\leq s_{k}}：
当级数{\displaystyle \sum _{n=1}^{\infty }v_{n}}收敛时，数列{\displaystyle s_{k}}有界，从而数列{\displaystyle \sigma _{k}}有界，所以级数{\displaystyle \sum _{n=1}^{\infty }u_{n}}收敛；
当级数{\displaystyle \sum _{n=1}^{\infty }u_{n}}发散时，数列{\displaystyle \sigma _{k}}无界，从而数列{\displaystyle s_{k}}无界，所以级数{\displaystyle \sum _{n=1}^{\infty }v_{n}}发散。

### 证明2
设有级数{\displaystyle \sum a_{n}}与{\displaystyle \sum b_{n}}，其中{\displaystyle \sum b_{n}}绝对收敛（{\displaystyle \sum |b_{n}|}收敛）。不失一般性地假设对于任何正整数n，都满足{\displaystyle |a_{n}|\leq |b_{n}|}。考虑它们的部分和{\displaystyle S_{n}=|a_{1}|+|a_{2}|+\dots +|a_{n}|,T_{n}=|b_{1}|+|b_{2}|+\dots +|b_{n}|.}由于{\displaystyle \sum b_{n}}绝对收敛，存在实数T，使得{\displaystyle \lim _{n\to \infty }T_{n}=T}成立。
对于任意n，都有{\displaystyle 0\leq S_{n}=|a_{1}|+|a_{2}|+\ldots +|a_{n}|\leq |a_{1}|+\ldots +|a_{n}|+|b_{n+1}|+\ldots =S_{n}+(T-T_{n})\leq T.} (因满足{\displaystyle |a_{n}|\leq |b_{n}|})
由于{\displaystyle S_{n}}为单调不下降序列，{\displaystyle S_{n}+(T-T_{n})}为单调不上升序列(隨著n上升，屬於{\displaystyle |a_{n}|}的便多過屬於{\displaystyle |b_{n}|})，给定{\displaystyle m,n>N}，{\displaystyle S_{n},S_{m}}都属于闭区间{\displaystyle [S_{N},S_{N}+(T-T_{N})]}，当N趋向无穷大时，这个区间的长度{\displaystyle T-T_{n}}趋向于0。这表明{\displaystyle (S_{n})_{n=1,2,\ldots }}是一个柯西序列，因此收敛于一个极限值。因此{\displaystyle \sum a_{n}}绝对收敛。